# Collinsville (Alabama)
Pour les articles homonymes, voir Collinsville.
Collinsville est une ville des comtés de Cherokee et DeKalb, en Alabama, aux États-Unis,.
Elle est située sur l'ancien territoire des Cherokees, rendu habitable en 1835, lorsque ceux-ci sont contraints de quitter leurs terres, par le gouvernement fédéral. L'endroit est initialement baptisé Lynchburg, du nom de trois frères faisant partie des pionniers.
Le nom de la ville est changé dans les années 1840. Elle est baptisée en l'honneur d'Alfred Collins, un instituteur arrivé dans la région en 1839. Il devient commerçant et aubergiste, sur la route des diligences, puis commence à acheter les terres sur lesquelles est implanté Collinsville. Collinsville est incorporée en 1887.

## Démographie
| 1880 | 1890 | 1900 | 1910 | 1920 | 1930 | 1940 | 1950  |
| ---- | ---- | ---- | ---- | ---- | ---- | ---- | ----- |
| 160  | 367  | 524  | 673  | 793  | 892  | 957  | 1 023 |

| 1960  | 1970  | 1980  | 1990  | 2000  | 2010  | - | - |
| ----- | ----- | ----- | ----- | ----- | ----- | - | - |
| 1 199 | 1 300 | 1 383 | 1 429 | 1 644 | 1 983 | - | - |

## Source de la traduction
- (en) Cet article est partiellement ou en totalité issu de l’article de Wikipédia en anglais intitulé « Collinsville, Alabama » (voir la liste des auteurs).